# Ižstal (stadion)
Ižstal (plným jménem Zařízení kultury a sportu „Ledový palác Ižstal“, rusky Автономное учреждение Удмуртской Республики «Ледовый дворец «Ижсталь») je krytý sportovní areál nacházející se v ruském městě Iževsk na ulici Udmurtskaja. Je to domácí sportovní aréna hokejového klubu Ižstal Iževsk hrajícího Všeruskou hokejovou ligu a také jeho záložního klubu. Součástí areálu je dětská a mládežnická sportovní škola. Pořádají se zde taky koncerty, lední show, výstavy a další kulturní akce.

## Základní údaje
- Celková plocha budovy je 11 056 m²
- Počet míst – 3 900 diváků

V Ižstalu jsou masážní a léčebné místnosti, sportovní a fitness místnost, bazén, lázeňský dům a sauna. Jsou zde sály ruského a amerického kulečníku, taneční sál, kavárna, tiskové centrum, expozice věnovaná historii paláce a hokejovému klubu, sportovní hala a profesionální tenisové stoly. Pod oblouky arény je kiosek, kde se prodávají uniformy a vybavení klubu, exkluzivní dárkové předměty.

## Historie
Stadion byl postaven z iniciativy a pod vedením vedoucího závodu Ižstal, iniciátora vytvoření stejnojmenného hokejového týmu Vasilije Tarasova. K otevření arény došlo 27. září 1971. Při otevření se uskutečnilo představení Leningradského baletu na ledě.